# Bernard Williams
Pour les articles homonymes, voir Bernard Williams (homonymie).
Sir Bernard Arthur Owen Williams (Westcliff-on-Sea, Essex, 21 septembre 1929 - Rome, 10 juin 2003) est un philosophe anglais, considéré comme l'un des plus brillants spécialistes de philosophie morale de son temps.

## Biographie
Williams passe cinquante années de sa vie à tenter de répondre à une question particulière : Que veut dire « vivre bien » ? Plusieurs philosophes analytiques s'étaient déjà penchés sur ce problème, en mettant l'accent sur le thème de l'obligation morale. Au contraire, pour Williams, l'obligation morale, pour autant que cette expression ait un sens, doit être compatible avec la recherche de l'intérêt personnel et d'une vie agréable.
Professeur de philosophie à l'université de Cambridge pendant plus d'une décennie, puis prévôt du King's College de Cambridge pendant la même durée, Williams est devenu mondialement connu pour avoir tenté de revenir à l'étude de la philosophie morale dans ses fondements mêmes, sur le plan historique, culturel, politique et psychologique, notamment chez les Grecs de l'Antiquité. Décrit comme « un philosophe analytique avec l'âme d'un humaniste », il se considère comme l'auteur d'une synthèse, rassemblant des idées issues de différentes disciplines qui communiquaient de plus en plus difficilement entre elles. Il rejette le réductionnisme scientifique (il déclare un jour au sujet des réductionnistes qu'ils sont « ceux [qu'il] déteste vraiment » parce qu'ils seraient selon lui incapables d'imagination dans le domaine de la morale). Pour Williams, la complexité est belle, porteuse de sens et irréductible.
Il est fait chevalier en 1999.

### Ouvrages en anglais
- Morality: An Introduction to Ethics. Cambridge University Press, 1972.
- Problems of the Self. Cambridge University Press, 1973.
- (avec J. J. C. Smart) Utilitarianism: For and Against. Cambridge University Press, 1973.
- Descartes: The Project of Pure Enquiry. Harvester Press, 1978.
- Moral Luck. Cambridge University Press, 1981.
- Ethics and the Limits of Philosophy. Harvard University Press, 1985.
- Shame and Necessity. University of California Press, 1993.
- Making Sense of Humanity. Cambridge University Press, 1995.
- The Great Philosophers: Plato. Londres, Routledge, 1998.
- Truth and Truthfulness: An Essay in Genealogy. Princeton University Press, 2002.
- On Opera, Yale University Press, 2006.

### Ouvrages traduits en français
- L'Éthique et les Limites de la philosophie [« Ethics and the Limits of Philosophy »], Gallimard NRF essais, 1990, 276 p. (ISBN 978-2-07-072134-4)
- La Fortune morale : Moralité et autres essais [« Moral Luck »], PUF, 1994, 368 p. (ISBN 978-2-13-046269-9)
- La Honte et la Nécessité [« Shame and Necessity »], PUF, 1997, 272 p. (ISBN 978-2-13-048173-7)
- Platon [« The Great Philosophers:Plato »], Points essais, 2000, 94 p. (ISBN 978-2-02-037466-8)
- Vérité et Véracité : Essai de généalogie [« Truth and Truthfulness:An Essay in Genealogy »], Gallimard NRF essais, 2006, 384 p. (ISBN 978-2-07-073507-5)
- Sur l'opéra [« On Opera »] (trad. de l'anglais), Paris, Le Promeneur, 2009, 256 p. (ISBN 978-2-07-011982-0)